# Manuel Garnelo y Alda
Manuel Garnelo y Alda – hiszpański rzeźbiarz pochodzący z Andaluzji.
Pochodził z rodziny o tradycjach artystycznych. Malarstwem zajmowali się jego ojciec José Ramón Garnelo Gonzálvez, brat José Garnelo y Alda i siostra Eloísa Garnelo Aparicio oraz kuzyni Jaime i Isidoro Garnelo Fillol.  Jego rodzice pochodzili z okolic Walencji; w 1867 r. przenieśli się z powodów zawodowych do Montilla w prowincji Kordowa.
Początkowo uczył się w Montilla, kiedy jego brat José otrzymał stypendium na studia w Rzymie wyjechał razem z nim. Od wczesnych lat intersowała go rzeźba, w Rzymie jego nauczycielem był Aniceto Marinas. Po powrocie do kraju studiował w Królewskiej Akademii Sztuk Pięknych św. Ferdynanda w Madrycie. W 1899 r. otrzymał stypendium i znów wyjechał do Rzymu, gdzie uczył się i tworzył przez cztery lata. Po ukończeniu studiów na stałe osiedlił się w Montilla.
Nauczał w Szkole Sztuk Pięknych w Grenadzie. W 1908 ożenił się z Marią Dolores Gallego y Aguilar Tablada, z którą miał czworo dzieci. Po śmierci Marii Dolores poślubił Rosario López de Vinuesa y López Priego w 1921, z którą miał jednego syna.
Ostatnie lata spędził w Loja, gdzie zmarł na chorobę niedokrwienną serca.

## Wybrane dzieła
- Monumento a San Francisco Solano
- Virgen de los Dolores de la Hermandad de Jesús Nazareno w Montilla.
- Brama cmentarza w Montilla (we współpracy z ojcem).